# Carl Siegmund von Zedlitz und Leipe
Carl Siegmund von Zedlitz und Leipe (auch Zedlitz-Leipe) (geb. 1703; gest. 1756) war ein preußischer Landrat.

## Leben

Stammwappen derer von Zedlitz

Carl Siegmund von Zedlitz und Leipe war Angehöriger des alten schlesischen Adelsgeschlechts Zedlitz. Er war ein Sohn des Sigismund von Zedlitz und Leipe (1659–1726), Erbherr auf Pfaffendorf, auf Wüstewaltersdorf und ab 1701 auf Kreisau und dessen Ehefrau Hedwig Juliane (1686–1734), geb. von Rohr. 1742 wurde er zum ersten Landrat des Landkreises Schweidnitz ernannt. Das Amt übte er bis 1756 aus, Nachfolger wurde sein jüngerer Bruder Heinrich Wilhelm von Zedlitz und Leipe.

## Persönliches
Carl Siegmund von Zedlitz und Leipe war Erbherr auf Käntchen und Kapsdorf. Seine beiden Brüder waren Friedrich Moritz von Zedlitz und Leipe (1709–1793) und Heinrich Wilhelm von Zedlitz und Leipe (1711–1789).